# Javier Martín Vide
Javier Martín Vide   (Barcelona, 1957) és un climatòleg i catedràtic de Geografia Física de la Universitat de Barcelona. Acadèmic de la Reial Acadèmia de Ciències i Arts de Barcelona i corresponent de la Royal Academy for Overseas Sciences (Bèlgica) i de l'Academia Malagueña de Ciencias.
Ha treballat en la recerca en l'anàlisi probabilística de la precipitació, en els riscos climàtics, el clima urbà, la variabilitat i el canvi climàtic, tema en el qual és un referent en l'àmbit internacional. Va proposar el 2001 una nova teleconnexió, l'Oscil·lació de la Mediterrània Occidental.
És llicenciat en Ciències Matemàtiques i doctor en Geografia i Història per la Universitat de Barcelona. La seva tesi doctoral, Característiques climatològiques de la precipitació en la franja costanera mediterrània de la península Ibèrica es va publicar el 1987.
Va ser president de l'Asociación de Geógrafos Españoles (2009-2013) i del Consell Assessor del Servei Meteorològic de Catalunya. Va ser el primer President de l'Associació Espanyola de Climatologia (1998-2004). En l'actualitat és el director de l'Institut de Recerca de l'Aigua de la Universitat de Barcelona.
El 2005 va rebre el Premi ATLAS-2004 a la trajectòria professional exemplar, el 2008, el Premi de l'ACAA, el 2017, la Distinció de la Universitat de Barcelona a les millors activitats de difusió científica i humanística i, el 2020, la Distinció a la qualitat docent de la mateixa universitat. Va participar, com a revisor expert, al Quart Informe IPCC, que va compartir el Premi Nobel de la Pau 2007.
Algunes de les seves activitats de difusió han estat la Direcció científica d'Agua Extrema (Expo Zaragoza, 2008), la Direcció de la col·lecció de llibres ‘Geoambiente XXI’ (Davinci Continental) i la col·laboració periòdica al programa ‘L’Agenda del Medi Ambient’ Ràdio 4, 2005-2008).

## Obres
Alguns dels seus llibres són:
- Interpretación de los mapas del tiempo (1984)
- Pluges i inundacions a la Mediterrània (1985)
- Fundamentos de Climatología analítica (1991)
- Guía de la atmósfera. Previsión del tiempo a partir de la observación de las nubes (1996)
- Tiempos y climas mundiales. Climatología a través de mapas del tiempo e imágenes de satélite (1996)
- Climas y tiempos de España (2001)
- El temps i el clima (2003) (Premi Crítica "Serra d'Or" 2004)
- Aspectes econòmics del canvi climàtic a Espanya (2007).
- Apaga la luz (2009).
- Atles de Núvols de l'Observatori Fabra/Atlas de Nubes del Observatorio Fabra (2018) (Premi Crítica "Serra d'Or" 2019)